# 皇太子的王子 (漫畫)
《皇太子的王子》（韓語：프린스의 왕자）是一部韓國耽美網絡漫畫，由作家Jea-Ah與畫家SE聯手製作，2014年開始於Naver webtoon連載，2015年改編成同名電視劇。

## 劇情簡介
身為大企業MS集團社長之子，年青有為的朴時賢甚少有機會與業務繁忙的父母見面，與他相處得最長時間的就只有妹妹朴尤娜。為了照顧及保護妹妹，他不時干涉尤娜的學業，甚至是令她厭倦的程度。某次時賢發現尤娜為了玩遊戲而不去補習班，更被親自飾演遊戲角色的遊戲製作公司老闆李夢龍深深吸引住，完全不把時賢的勸告聽進去。為了救尤娜脫離遊戲世界，時賢只好潛入該遊戲的製作公司，下定決心找出公司的機密文件並從內部摧毀，還假扮成男同性戀者以方便接近李夢龍，結果卻與職員們發生一連串好笑的衝突。

## 登場人物

### 主要角色
朴時賢（박시현）
年齡：27歲、生日：1989年11月12日、星座：天蠍座、身高：182cm、血型：AB型
男性，朴尤娜的哥哥，MS集團經營企劃部的理事。性格自負及自戀，經常把跟屎有關的台詞掛在嘴邊，就連稱讚人也以屎作比喻。由於毫不猶豫地拒絕所有向他告白的女性，從未交過女朋友。17歲時跳級完成高中課程，以第一名的成績進入麻省理工。由於父母事務繁忙，經常不在家，順理成章地成為比自己小七歲的妹妹的監護人，為了保護她而對她非常嚴厲。知道妹妹因沉迷遊戲「秘密的花園」而不去補習班時非常生氣，誓要把遊戲公司城堡軟體摧毀，假扮成家境貧困的男同性戀者潛入城堡軟體。
李夢龍（이몽룡）
年齡：30歲、生日：1986年12月11日、星座：射手座、身高：184cm、血型：AB型
男性，遊戲公司城堡軟體的代表企劃人。5歲時父親就因事故而去世，被送進夢樂園孤兒院。小學畢業後全無記錄，10歲時幫助春香拔喉放棄治療，被判為過失殺人。察覺到時賢進入公司有目的，認為他的謊話漏洞百出，但仍裝作不知情地配合著他。
朴尤娜（박유나）
女性，朴時賢的妹妹，比他小7歲，就讀聖雅女中高二。本來對遊戲及動漫方面完全陌生，一次無意中接觸到遊戲「秘密的花園」，愛上了飾演其中一名遊戲角色的李夢龍，開始收集秘密的花園的周邊，放滿整個房間。但最愛的人是哥哥。

### 其他角色
卞學道（변학도）
年齡：32歲、生日：1984年2月9日、星座：水瓶座、身高：178cm、血型：B型
男性，城堡軟體的部長，負責程序設計，從大學計算機工程畢業。獨生子，於單親家庭長大，只有母親。以產業技能要員身份服役。眼鏡沒有度數。性格輕浮，曾在某社區傳出複雜的男女關係醜聞，因而被要求強制搬家。以前曾於其他數家公司工作，但均引起痴情女性們的糾紛，因而工作不到一年就離職，並留下爛攤子。
柳方子（유방자）
年齡：28歲、生日：1988年3月12日、星座：雙魚座、身高：188cm、血型：A型
男性，城堡軟體的代理，負責程序設計，體育高中及大學出身，海軍陸戰隊出身。五兄弟中最小的一個。皮膚黝黑，有性感的肌肉。曾為游泳教練，但因擾亂風氣而被解僱，實際上是被女學員非禮。曾被偷走所有內褲及拍下上廁所的照片，自言因害怕瘋狂粉絲而一直無法睡好覺。
江林
年齡：23歲、生日：1993年7月18日、星座：巨蟹座、身高：170cm、血型：O型
男性，於城堡軟體工作，負責圖面設計，於男子高中及專門大學遊戲設計部畢業。有一個姐姐。尚未服役。形象可愛，挺受歡迎，在男中時已有不少人氣，畢業時全校同學集體抱頭痛哭。
芈香丹（미향단）
年齡：28歲、生日：1988年10月21日、星座：天秤座、身高：167cm、血型：AB型
女性，城堡軟體的代理，負責圖面設計，神學大學出身，有一個妹妹。曾為修女，但因對信徒施暴而被趕出。
蔣秘書（강비서）
男性，時賢的秘書，經常受不了時賢的各種脫軌行為，暗地裡把他稱為「反社會大便人（싸이코 똥쟁이）」。
原繼佑（원계위）
男性，比時賢大5歲的表哥，李真喜的丈夫。經常被誤稱為「原基友（원게이）」。初戀為穿女裝的時賢，因而在親戚之間被嘲笑為蘿莉控同志，並對時賢懷恨在心，決心把跟他有關的一切毀掉。
李敏赫（이민혁）
男性，李真喜的弟弟。小時候曾為尤娜的同學，因欺負她而被強制退學。現時協助原繼佑毀掉時賢的一切，為了對付他而接近尤娜。
李真喜（이진희）
女性，李敏赫的姐姐，原繼佑的妻子。以前曾為時賢的未婚妻。
原玟慧（원민혜）
女性，尤娜的母親，繼佑的姑姑，不顧家族反對與一介平凡小職員結婚，因而受到家族的唾棄，更跟父親斷絕父女關係。
春香
夢樂園孤兒院的其中一個孤兒，在繪畫方面很有天賦，夢龍被欺負時對他伸出援手，因而成為朋友。腐女，喜歡畫BL漫畫。初二時被收養，但16歲時就患上了一個全身出血的不治之症，不希望繼續試新藥苟然殘存，懇求夢龍幫她拔喉放棄治療，臉帶笑容地去世。
姜申愛（강신애）
女性，尤娜的高中同學，喜歡動漫及角色扮演，被金韶云欺凌。因尤娜幫助她而非常感激她，把卞學道的服裝送了給她。
金韶云（김소윤）
女性，尤娜的高中同學，未來系統老闆的女兒。欺凌姜申愛，被尤娜向老師告發，因而對尤娜懷恨在心，跟她打架，但敗給尤娜。因時賢下令撤回未來系統的一切投資資金而導致公司倒閉，父親受不了打擊而一病不起，母親為了籌錢而到處低聲下氣地求人，於是威迫全班同學一起排擠尤娜並綁架她，把時賢引出來，打算殺死他。
徐勝熙（서승희）
女性，尤娜的高中同學，因為長得太醜，小學時被叫作半獸人，國中時被叫作麻子，後來整容。受金韶云指使，威迫全班同學一起排擠尤娜並綁架她。

## 出版書籍

### 漫畫
2014年至今，本作於NAVER Webtoon網上連載，後於2015年開始推出實體書版本。
| 卷數 | RH Korea      | RH Korea           |
| 卷數 | 發售日期      | ISBN               |
| ---- | ------------- | ------------------ |
| 1    | 2015年1月30日 | ISBN 9788925555331 |
| 2    | 2015年2月27日 | ISBN 9788925555614 |
| 3    | 2015年6月15日 | ISBN 9788925556581 |

## 真人電視劇
2015年，韓國放送公社把本作改編成韓國真人電視劇，總共有10集。第1集於2015年6月8日於KBS網絡電視劇頻道播出。由崔鍾訓、林允浩及徐酉奈分別主演朴時賢、李夢龍及朴尤娜。

## 外部連結
- 《皇太子的王子》 - NAVER Webtoon （页面存档备份，存于）
- （繁體中文）《皇太子的王子》 - LINE Webtoon （页面存档备份，存于）